# Hannibal Lecter
Hannibal Lecter – postać fikcyjna, jeden z głównych bohaterów powieści Thomasa Harrisa Czerwony smok, Milczenie owiec, Hannibal i Hannibal po drugiej stronie maski oraz główny bohater filmów pod tymi samymi tytułami opartymi na powieściach. Powieść Czerwony smok została zekranizowana dwukrotnie – Manhunter (1986) Michaela Manna i Red Dragon (2002) Bretta Ratnera.

## Czerwony Smok(1981, 1986, 2002)[a]
Will Graham, profiler FBI, zajmował się sprawą brutalnego seryjnego mordercy. Oczekując na rozmowę z doktorem Hannibalem Lecterem, który zetknął się wcześniej z jedną z ofiar, opatrując ją po wypadku na polowaniu, Graham przypadkowo odkrył, że to właśnie Lecter jest poszukiwanym zbrodniarzem. Grahamowi udało się doprowadzić do aresztowania doktora, ale przypłacił to ciężkimi obrażeniami. Wyzdrowiawszy odszedł z FBI.
3 lata później Will Graham powrócił do służb śledczych na prośbę Jacka Crawforda, by pomóc w ściganiu człowieka, który w czasie dwóch kolejnych pełni księżyca zamordował dwie rodziny w Atlancie i Birmingham. Graham, próbując stawić czoła nękającym go lękom, odwiedził Lectera w szpitalu psychiatrycznym. Tymczasem Toothfairy – w wolnym tłumaczeniu Zębowa Wróżka (istnieje również kilka innych wersji polskiego tłumaczenia pseudonimu zabójcy, są to m.in.: Mleczak, Pan Ząbek, Szczerbata Lala, Piękny Ząbek lub po prostu Ząb), jak policjanci ochrzcili seryjnego mordercę dwóch rodzin, nawiązał kontakt z Hannibalem Lecterem. Znudzony pobytem w szpitalu i spragniony zemsty na Grahamie, Lecter uczynił Ząbka narzędziem w swoim ręku, polecając mu zabić Willa i jego rodzinę.

## Milczenie Owiec(1988, 1991)

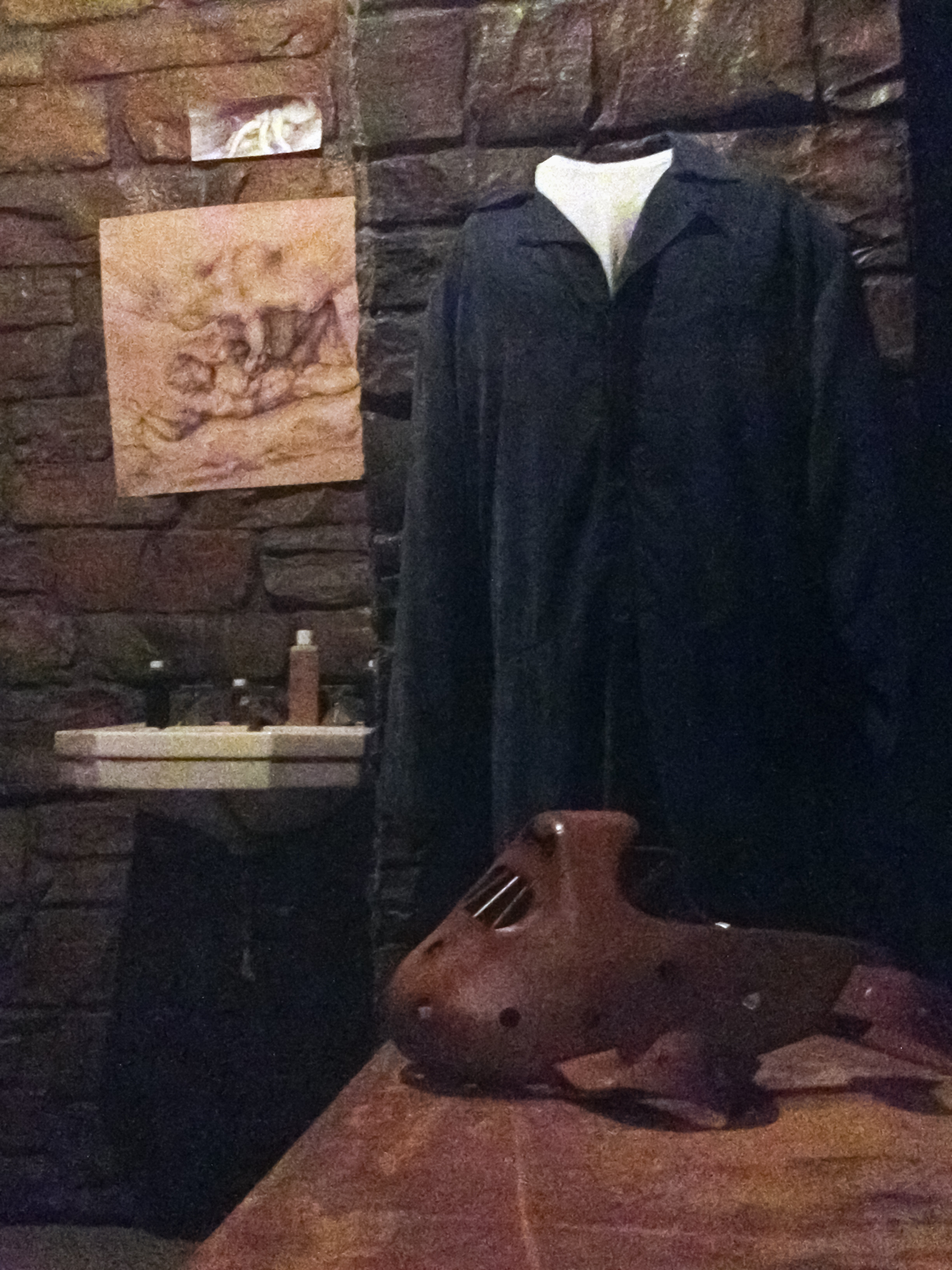
Cela Lectera

Na środkowym wschodzie USA, doszło do serii brutalnych morderstw na kobietach, których odnalezione zwłoki pozbawione są skóry. Do rozwikłania tej sprawy skierowana zostaje studentka akademii FBI Clarice M. Starling przydzielona wcześniej do grupy Jacka Crawforda. Po raz kolejny okazuje się, że jedyną osobą która może naprowadzić policję na trop zabójcy jest doktor Lecter. Pomiędzy nim a agentką Starling wywiązuje się specyficzna więź. Zafascynowany młodą agentką, doktor postanawia udzielić jej kilku informacji, w zamian żąda od Clarice informacji o swoim dzieciństwie, które pomagają mu w przeprowadzeniu jej psychoanalizy. Ona zaś przełamuje swój strach, mając nadzieję, że Lecter pomoże jej odnaleźć sprawcę morderstw.
Pod koniec powieści Lecterowi udaje się wreszcie uciec z więzienia, po czym udaje on się do Florencji.

## Hannibal(1999, 2001)
Korzystając z życia jako kustosz we florenckim muzeum, Hannibal Lecter pod przybranym nazwiskiem (Dr Fell) spędza siedem lat we Włoszech. 
Mason Verger był szóstą ofiarą doktora Lectera w USA. Spotykał się z nim na terapii, mającej na celu pomóc mu w walce z pedofilskimi i sado-masochistycznymi skłonnościami. Doktor w czasie terapii podał mu narkotyk, po którym Verger okrutnie się oszpecił. Teraz, po wielu latach, Verger szykuje się do zemsty. Miliarder wynajmuje szajkę ludzi, których celem jest wytropienie i schwytanie Lectera, jednak na jego trop wpada także oficer florenckiej policji – Rinaldo Pazzi. W tym samym czasie dowiaduje się o pobycie Lectera we Florencji Clarice Starling, której kariera po nieudanej akcji konfiskaty narkotyków (przypłaconej życiem jej przyjaciela) stoi w martwym punkcie. Ma ona nadzieję odnaleźć Hannibala.
Powieść kończy się inaczej niż film. Obraz Ridleya Scotta ukazuje jak Hannibal Lecter by uwolnić się z rąk Clarice (i uniknąć więzienia) odcina sobie tasakiem rękę, po czym udaje mu się odlecieć samolotem w nieznanym kierunku. Książka zaś sugeruje, że doktor i Clarice w końcu zbliżają się do siebie, żyjąc w tajemnicy przed światem w Buenos Aires. Zostają kochankami, a doktor w końcu zapomina o koszmarze wojny.

## Hannibal – po drugiej stronie maski(2006, 2007)

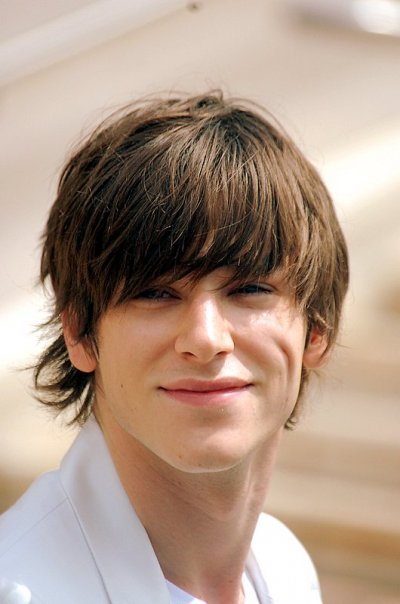
Gaspard Ulliel

Hannibal urodził się na Litwie, w roku 1933 jako syn hrabiego Lectera i jego żony Simonetty pochodzącej z rodu Sforzów. Miał siostrę o imieniu Misza. W czasie II wojny światowej podczas operacji Barbarossa ośmioletni Hannibal, jego rodzina oraz służba zostali zmuszeni do opuszczenia zamku, w którym mieszkali, by przenieść się do małego, ukrytego w okolicznych lasach domu. Żyli tak do 1944, kiedy to w wyniku ostrzału zginęli jego rodzice. Po przybyciu do miejsca zamieszkania Hannibala (żyjącego tylko z siostrą) litewskich kolaborantów z Legionów Wschodnich na skutek głodu i ciężkiej zimy Misza została przez nich zamordowana i zjedzona. Ciałem siostry nakarmili także Hannibala, który wyparł to zdarzenie i na jakiś czas stracił mowę. Następnie Hannibal został porzucony. Po wojnie trafił do sierocińca, z którego uciekł do swojego wuja Roberta Lectera. Trafił do Francji, w której zdobył wykształcenie, wykazał swój talent do rysowania i anatomii.
Hannibal był dzieckiem skrytym, lecz niezwykle inteligentnym. W wieku sześciu lat biegle posługiwał się matematycznymi wzorami, np. korzystał z twierdzenia Talesa. Gardził ludźmi, którzy wykorzystywali siłę fizyczną wobec słabszych od siebie, wielokrotnie wdawał się w bójki z oprawcami młodszych dzieci.
W wieku trzynastu lat Hannibal dokonał pierwszego zabójstwa, do czego doprowadził nieoczekiwany splot wydarzeń. Na targowisku niejaki Paul Momund obraził opiekunkę Hannibala, który poinformował o tym swego wuja. Podczas konfrontacji z Momundem wuj zmarł na atak serca. Hannibal dokonał zabójstwa na Momundzie z użyciem japońskiego miecza. Gdy miał osiemnaście lat, korzystając ze swego członkostwa we Francuskiej Partii Komunistycznej, dostał się na Litwę, gdzie wpadł na trop swoich oprawców z młodych lat, dając sobie szansę na zemstę za los swojej siostry. Po długich poszukiwaniach Hannibal zamordował ich. Jeden z oprawców wyjawia mu przed śmiercią straszną tajemnicę dotyczącą zjedzenia przez niego własnej siostry, co całkiem pozbawiło go człowieczeństwa. Potem zaś dostał się do USA, dokładnie – do Baltimore.

## Aspekt psychologiczny
Hannibal Lecter przeżył piekło wojny, w czasie której został sierotą. Wydarzenia te sprawiły, że stał się zamknięty na świat, przez pewien czas był niemową. Z początku wydawałoby się, że jego system wartości oparty jest na pojęciu dobra (sprawiedliwości) i zła (wykorzystywaniu i poniżaniu słabszych, niesprawiedliwości). Jednak poprzez pragnienie zemsty Hannibal przeistacza się w bestię, której celem jest (jak to ujęto w filmie Hannibal) ”...eliminacja ze społeczeństwa ludzi, którzy nie zasługują na to, by żyć...”. Pustka, która została w nim po zakończeniu wojny (i tragicznej śmierci ukochanej siostry) sprawiła, że stał się (cytat z powieści Hannibal – po drugiej stronie maski) ”...sierotą wojenną o potwornej samokontroli...”, co pozwoliło mu bez problemów oszukiwać wykrywacze kłamstw podczas badania. Jego ponadprzeciętna inteligencja pozwoliła mu na zdobycie doskonałego wykształcenia, szczególnie w dziedzinie anatomii.
U postaci Hannibala występują symptomy psychopatii z grupy: egocentryzm, przesadne poczucie własnej wartości, niewystępowanie poczucia winy, brak empatii rozumiany jako zdolność do rozpoznania odczuć innej osoby, ale brak możliwości wczucia się w emocje przez nią przeżywane, skłonności do manipulowania i oszukiwania, powierzchowny urok, a także płytkość uczuć. Jego ponadprzeciętna inteligencja powoduje, że nie jest impulsywny i nie ma wielu cech z grupy odchyleń społecznych w psychopatii. Spośród 21 cech typowych dla seryjnych morderców u postaci Hannibala Lectera występuje tylko pięć. Nie występują u niego takie cechy jak m.in. skłonności samobójcze, paranoidalne myślenie bądź poczucie bezsilności. Wyraźny jest za to w przypadku tej postaci motyw ofiary połączony z oszczędzaniem osób, które mają cechy skłaniające seryjnego mordercę do ich szanowania. U widzów i czytelników postać budzi więc uczucia zarówno grozy, jak i zainteresowania oraz częściowej sympatii. Ponadto przekłada on wartości estetyczne nad moralne, karząc za odchylenia od norm estetycznych, a także estetyzuje odrażające akty zbrodni, przez co także wzbudza ambiwalentne emocje u odbiorców literatury i filmu.